# Альберицци, Марио
Марио Альберицци (итал. Mario Alberizzi; 29 декабря 1609, Саличе-Салентино, Неаполитанское королевство — 29 сентября 1680, Рим, Папская область) — итальянский куриальный кардинал, папский дипломат и доктор обоих прав. Секретарь Священной конгрегации Пропаганды Веры с 7 мая 1657 по 1 августа 1664. Секретарь Священной конгрегации по делам епископов и монашествующих с 1 августа 1664 по 17 февраля 1671. Титулярный архиепископ Новой Кесарии Понтийской с 19 января 1671 по 27 мая 1675. Апостольский нунций при дворе императора с 17 февраля 1671 по 27 мая 1675. Епископ-архиепископ Тиволи с 22 июня 1676 по 4 сентября 1680. Кардинал-священник с 27 мая 1675, с титулом церкви Сан-Джованни-а-Порта-Латина с 23 марта 1676 по 29 сентября 1680. 